# Pierre Cossé
Pour les autres membres de la famille, voir Famille Cossé.
Pierre Cossé, né le 27 janvier 1866 à Nantes et mort le 30 août 1947 à Vannes, est un industriel français.

## Biographie
Pierre Cossé est le fils de Dominique Cossé (1832-1892), industriel raffineur de sucre, associé-gérant de Cossé-Duval, et de Lucile Françoise Ceineray (1835-1917, arrière petite-fille de Jean-Baptiste Ceineray et petite-nièce de Mathurin Crucy). Il est destiné à prendre la succession de son père au sein de la société Cossé-Duval, mais en est écarté à la suite d'un conflit familial en 1892.
Il fonde la société Joseph Flon, Pierre Cossé & Cie pour la fabrication et la vente de conserves alimentaires, à Chantenay-sur-Loire près de Nantes, qu'il dissout en 1896.

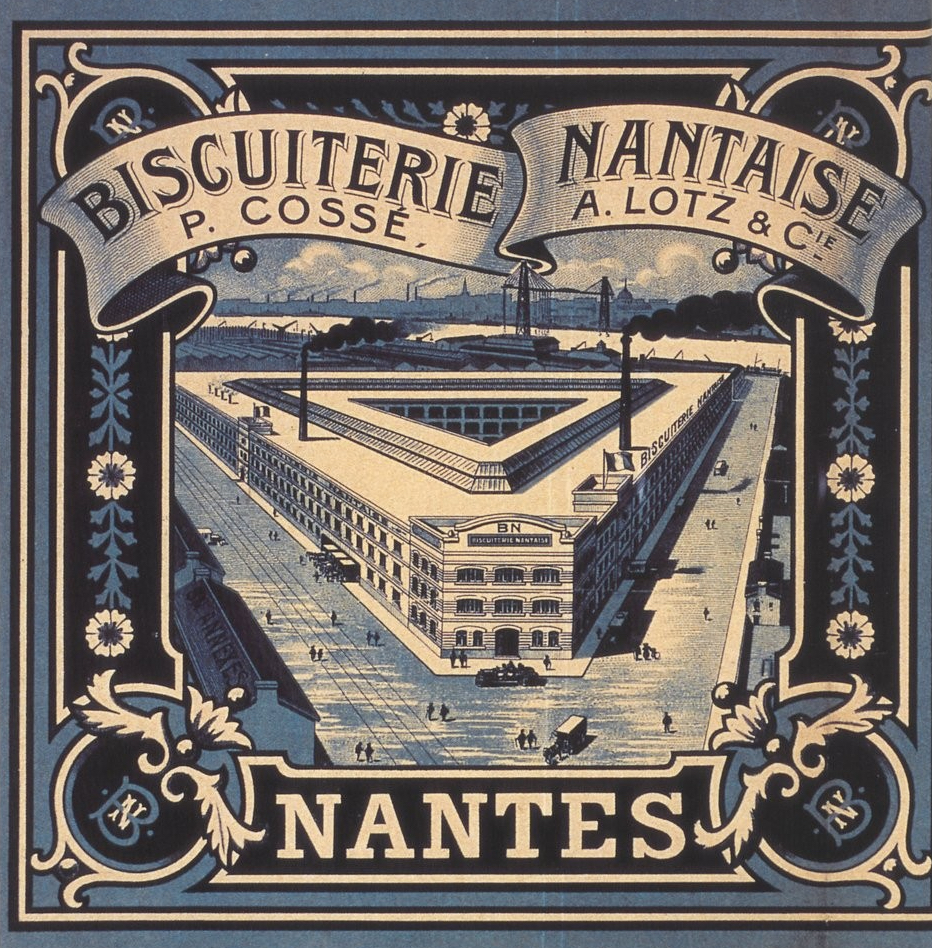
Biscuiterie nantaise P. Cossé, A. Lotz & Cie - Nantes.

Il décide alors de se lancer dans les biscuiteries industrielles. Dix mois après la création de la Biscuiterie nantaise (BN), en 1897, la fabrique est dissoute et reprise par Pierre Cossé et Pierre Pelletreau (les deux issus de familles de raffineurs de sucre nantais). Le nom d'usage, Biscuiterie Nantaise (ou BN), est conservé. La même année, le Petit breton de BN est lancé. De 1898 à 1902 le chiffre d’affaires de la biscuiterie est multiplié par trois grâce à des produits comme les madeleines, les boudoirs, les macarons, etc. Le 13 juillet 1902 un important incendie provoque l'arrêt de l'activité de l’usine pendant quatre mois. Pierre Cossé, alors seul aux commandes de la fabrique, fait reconstruire l'usine dans un nouveau matériau : le béton armé. À la fin de l’année, André Lotz-Brissonneau, issu d'une famille de grands industriels nantais de la construction mécanique (Brissonneau et Lotz), fils d'Alphonse Lotz-Brissonneau et petit-fils de Mathurin Brissonneau, rejoint Pierre Cossé à la tête de la biscuiterie qui devient la Société P. Cossé, A. Lotz et Compagnie, avec comme simples commanditaires : Mme Thomas, Mme veuve Dominique Cossé, M. Lotz père, Maurice Cossé, Paul Cossé, Dominique Cossé, M. (Robert) Marc, M. de Goulet, M. Bretesche, M. Barau et M. Ceineray.
Membre de l'Union fraternelle du commerce et de l'industrie et administrateur de l'Association industrielle, commerciale et agricole de l'Ouest (AICAO), il est conseiller municipal de Nantes.
Il devient vice-président puis président de la section nantaise de la Ligue de l'Action française. Il est également membre du comité de la Ligue de la Monnaie saine, présidée par Jacques Bainville.
Marié à Mlle Marguerite Thomas, fille d'un négociant nantais, il est le père de Lionel (1894-1916), mort pour la France ; Michel (1895-1944), époux d'Anne Desgrées du Loû ; Jacques (1896-1918), mort pour la France ; abbé Simon Pierre (1898-1977) ; Georges (1901-1983). Il est le grand-père de Pierre-Yves Cossé.
Il meurt le 30 août 1947 à Vannes, à l'âge de 81 ans. Il est inhumé au cimetière Miséricorde à Nantes.

## Sources